# A cena col vampiro
A cena col vampiro è un film per la televisione del 1989 diretto da Lamberto Bava.

## Produzione
Fa parte della serie antologica Brivido giallo, composta anche da Una notte al cimitero, Per sempre e La casa dell'orco, tutti prodotti per le reti Fininvest dalla società Reteitalia. La storia si caratterizza per un approccio più ironico rispetto alle altre pellicole horror della serie. Il film è stato girato al Castello di Sammezzano, vicino a Firenze.

## Trama
Un gruppo di ragazzi crede di avere vinto un provino per recitare in un nuovo film horror a grosso budget diretto da un grandissimo regista del genere horror, Jurek. In realtà, vengono prelevati e accompagnati a un sinistro castello. Qui troveranno il regista, un vero e proprio vampiro, che chiarisce il motivo per cui il gruppo si trova lì: devono ucciderlo prima che arrivi l'alba, per porre fine alla sua vita terrena. Se non ci riusciranno, saranno loro a essere uccisi. Tentano di fuggire, ma le porte sono tutte bloccate, così inizia lo scontro tra i quattro e il vampiro.